# Leucania simplex
Leucania simplex är en fjärilsart som beskrevs av John Henry Leech 1889. Leucania simplex ingår i släktet Leucania och familjen nattflyn. Inga underarter finns listade i Catalogue of Life.